# Alëna Kostornaja
Alëna Sergeevna Kostornaja (in russo Алёна Сергеевна Косторная?; tras. angl.: Alena Kostornaia o Alyona Kostornaya; Mosca, 24 agosto 2003) è una pattinatrice artistica su ghiaccio russa, specializzata nel singolo.
Allenata da Ėteri Tutberidze e precedentemente Evgenij Pljuščenko è la campionessa europea 2020. In categoria junior invece si è classificata seconda ai campionati mondiali del 2018, seconda alla finale del Grand Prix del 2017 e prima a quella del 2018. In categoria senior ha vinto due volte il bronzo ai campionati nazionali russi, nelle edizioni del 2018 e del 2019, e l'argento nel 2020.Durante la sua prima stagione in categoria senior è stata inoltre capace di imporsi dapprima agli Internationeaux de France (una volta Trophée Bompard) e poi all'NHK Trophy, occasione nella quale ha fatto registrare il record del mondo per il punteggio nel programma corto, superato da lei stessa alla Finale. Tra i punti di forza di Kostornaia vi sono l'axel (eseguito anche triplo con notevole qualità), i salti presi dal filo, la qualità di pattinaggio e le doti interpretative, già notevoli nonostante la giovanissima età.

## Carriera

### Stagione 2017-2018
Nella stagione 2017-18 vince l'argento nella Finale del Grand Prix juniores, il bronzo nei Campionati nazionali russi seniores 2018, l'argento nei Campionati nazionali russi juniores 2018 e l'argento nei Campionati mondiali juniores 2018.

### Stagione 2018-2019
Nella stagione 2018-19 ha vinto l'oro nella Finale Grand Prix ISU juniores 2018 e di nuovo il bronzo nei Campionati nazionali russi seniores 2019 e l'argento nei Campionati nazionali juniores. A causa di un infortunio è costretta a ritirarsi dai Campionati Mondiali Juniores.

### Stagione 2019-2020: il debutto nei senior

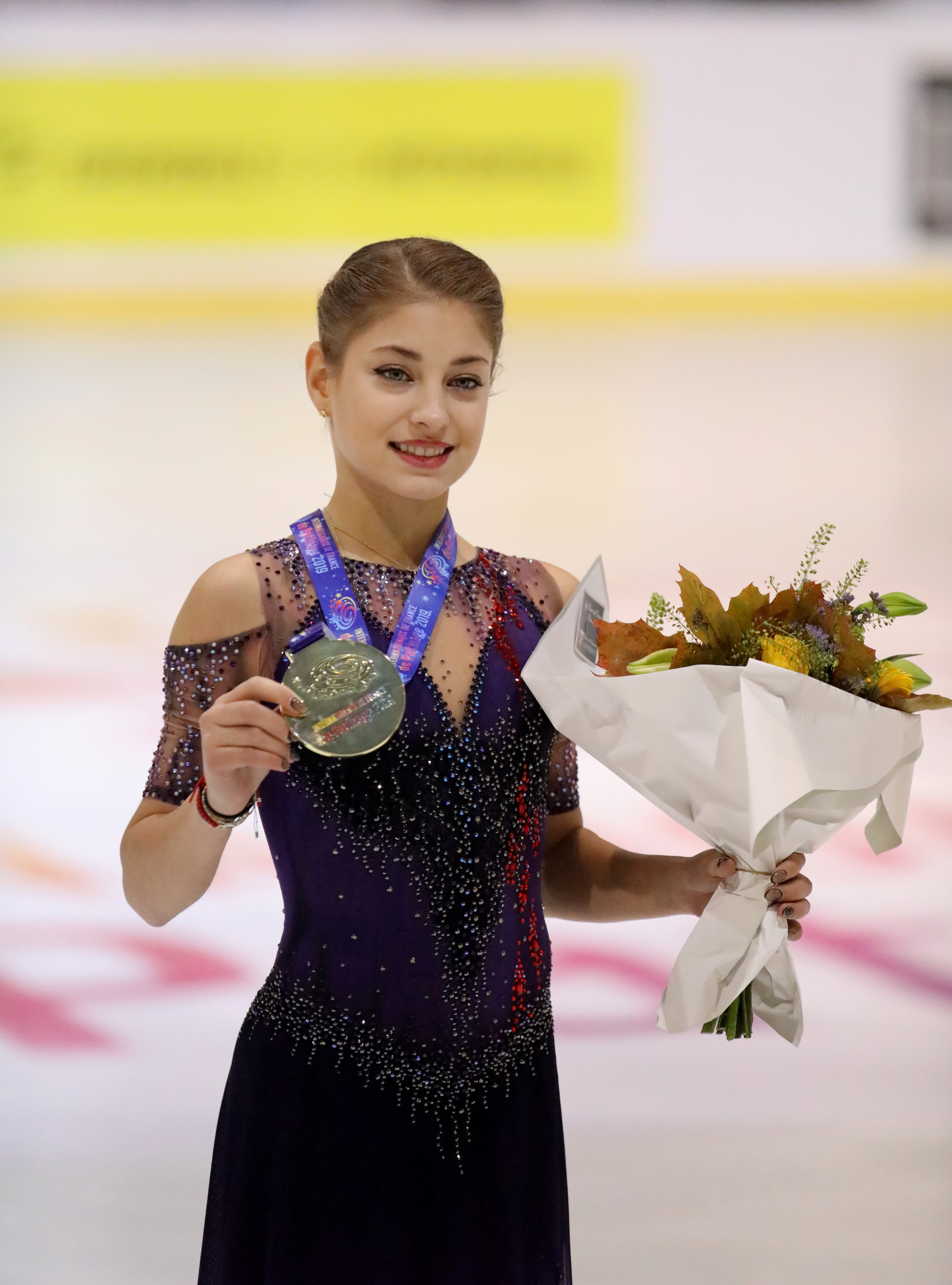
Kostornaja con l'oro vinto agli Internazionali di Francia del 2019

Alena fa il suo debutto come senior al Finlandia Trophy, dove atterra due tripli axel nel programma libero e vince la competizione, dopo essersi piazzata prima in entrambi i segmenti di gara. All'Internationaux de France vince la medaglia d'oro, davanti alla connazionale Alina Zagitova. Vince l'oro anche all'NHK Trophy, dove stabilisce un nuovo record mondiale nel programma corto, di 85.05. Alla Finale del Grand Prix si classifica prima in entrambi i segmenti di gara e vince la competizione, stabilendo due nuovi record mondiali: 85.45 nel corto e 247.59 nel totale.
Ai Campionati Nazionali Russi 2020 è prima dopo il programma corto, dove ottiene un punteggio di 89,86. Nel libero ottiene un punteggio di 169,97, vincendo la medaglia d'argento dietro alla compagna di allenamento Anna Ščerbakova. Viene selezionata per partecipare agli Europei 2020 a Graz. Agli Europei è prima dopo il programma corto, con un punteggio di 84,92. Arriva seconda nel programma libero, a causa di una caduta sul triplo lutz, ottenendo 155,89, ma vince comunque la medaglia d'oro, davanti alle compagne di allenamento Anna Ščerbakova e Aleksandra Trusova.

### Stagione 2020-2021
A giugno, Alena riprende gli allenamenti con Tutberidze, ma a fine luglio la stessa allenatrice afferma, tramite un post su Instagram, che Alena ha deciso di interrompere la collaborazione, per allenarsi con Evgenij Pljuščenko, dal quale si erano già trasferite le compagne di allenamento Aleksandra Trusova e Veronika Zhilina a maggio. Arriva seconda a entrambe le tappe di Coppa di Russia e alla Rostelecom Cup, ma salta i Campionati Nazionali dopo aver contratto il Covid-19. A marzo 2021, partecipa alla Finale di Coppa di Russia per giocarsi un posto per i Mondiali, ma arriva solamente sesta. Alena lascia pochi giorni dopo il coach Evgenij Pljuščenko e torna ad allenarsi con Ėteri Tutberidze per un periodo di prova fino al termine della stagione.

### Stagione 2021-2022
Tornata ad allenarsi con Eteri Tutberidze, Alena debutta al Finlandia Trophy 2021, dove si classifica seconda dopo il programma corto e quarta dopo il programma libero, vincendo la medaglia di bronzo dietro a Kamila Valieva ed Elizaveta Tuktamysheva.
Viene assegnata allo Skate Canada 2021 e all'Internatiounax de France 2021. In Canada, presenta due programmi nuovi, che erano stati preparati per la stagione precedente prima che si trasferisse da Plushenko. In gara, è terza dopo il programma corto e quarta dopo il libero, e vince una medaglia di bronzo, ancora una volta dietro alla compagna di allenamento Kamila Valieva e a Elizaveta Tuktamysheva. In Francia, è seconda dopo entrambi i segmenti di gara e vince una medaglia d'argento dietro ad Anna Ščerbakova. I piazzamenti le permettono di accedere alla Finale, che viene tuttavia cancellata in seguito all'irrigidimento dei protocolli anti-covid in Giappone.
Il 13 dicembre 2021, viene annunciato che Alena è costretta a ritirarsi dai Nazionali 2022, e di conseguenza da ogni tentativo di ottenere un pass per le Olimpiadi, per via di una frattura alla mano, che in seguito lei stessa annuncia essere il risultato di una brutta caduta mentre provava il triplo axel.

## Record
Kostornaja ha segnato due record in categoria juniores sotto il sistema di punteggi che prevede che possano essere assegnati +5 / -5 GOE per elemento, e tre record da senior
| Data             | Punteggio | Programma | Categoria | Evento                         | Note                                                                                 |
| ---------------- | --------- | --------- | --------- | ------------------------------ | ------------------------------------------------------------------------------------ |
| 6 dicembre 2018  | 76.32     | corto     | juniores  | Junior Grand Prix Final 2018   |                                                                                      |
| 1 settembre 2018 | 132.42    | libero    | juniores  | Junior Grand Prix Austria 2018 | Il record è stato battuto da Alexandra Trusova allo Junior Grand Prix Lituania 2018. |
| 22 novembre 2019 | 85.04     | corto     | senior    | Grand Prix Nhk Trophy 2019     | Il nuovo record di Kostornaia strappa il precedente primato a Rika Kihira            |
| 6 dicembre 2019  | 85.45     | corto     | senior    | Grand Prix Final 2019          | Il record è stato battuto da Kamila Valieva alla Rostelecom Cup 2021.                |
| 7 dicembre 2019  | 247.59    | totale    | senior    | Grand Prix Final 2019          | Il nuovo record di Kostornaia strappa il precedente primato ad Aleksandra Trusova    |

### Record storici
Tutti i punteggi fatti registrare prima della stagione 2018-19, quando è stato introdotto il nuovo sistema di punteggio, sono considerati storici. Sotto il vecchio sistema, Kostornaja aveva segnato un record nel programma corto femminile in categoria juniores.
| Data            | Punteggio | Programma | Categoria | Evento                       | Note                                                                         |
| --------------- | --------- | --------- | --------- | ---------------------------- | ---------------------------------------------------------------------------- |
| 7 dicembre 2017 | 71.65     | corto     | juniores  | Junior Grand Prix Final 2017 | Kostornaja ha battuto il precedente record di Alina Zagitova, dicembre 2016. |

## Programmi
| Stagione  | Programma Corto | Programma Libero | Esibizione |
| --------- | --- | --- | --- |
| 2021-2022 | - New York, New York (da Shame) cantata da Carey Mulligan, Liz Caplan - New York, New York (da New York, New York) cantata da Liza Minnelli coreografia di Daniil Glejchengauz - Am I The One di Beth Hart coreografia di Daniil Glejchengauz | - Lovely (violin cover) suonata da ItsAMoney - Lovely di Billie Eilish e Khalid - Lovely (remix) suonata da galpe coreografia di Daniil Glejchengauz - Le Quattro Stagioni: Inverno di Antonio Vivaldi coreografia di Daniil Glejchengauz                              | - You Don't Own Me (da Suicide Squad) cantata da Saygrace, feat. G-Eazy - Boss Bitch (da Birds of Prey) di Doja Cat - Eyes on Fire di Blue Foundation - Supermassive Black Hole dei Muse (da Twilight)                               |
| 2020-2021 | - Le Quattro Stagioni: Invernodi Antonio Vivaldi arrangiato da Michel Schwalbé - No Time to Die - You Should See Me in a Crown di Billie Eilish coreografia di Sergei Rozanov, Elena Ilinykh                                                  | - My Way - Yellow Moon di Luca D'Alberto coreografia di Shae-Lynn Bourne - Wayward Sisters (da Nocturnal Animals) - Dance For Me Wallis (da W.E.) - The Cheek of Night (da Romeo & Juliet) - Abdication (da W.E.) di Abel Korzeniowski coreografia di Shae-Lynn Bourne | - Lovely (violin cover) suonata da ItsAMoney - Lovely di Billie Eilish e Khalid - Lovely (remix) suonata da galpe coreografia di Daniil Glejchengauz - Someone like You - Rolling in the Deep di Adele coreografia di Sergei Rozanov |
| 2019-2020 | - The Departure (Lullaby) (da The Leftovers) di Max Richter - November di Max Richter coreografia di Daniil Glejchengauz | Twilight - New Moon (The Meadow) di Alexandre Desplat - Eyes on Fire di Blue Foundation - Supermassive Black Hole dei Muse coreografia di Daniil Glejchengauz | - Never Tear Us Apart (da Cinquanta sfumature di rosso) di Bishop Briggs |
| 2018-2019 | - The Departure (Lullaby) (da The Leftovers) di Max Richter - November di Max Richter coreografia di Daniil Glejchengauz | Romeo e Giulietta - Kissing You di Des'ree, Timothy Atack arrangiata da Craig Armstrong - Forbidden Love di Abel Korzeniowski - Love Theme from Romeo and Juliet di Nino Rota arrangiata da Henry Mancini coreografia di Daniil Glejchengauz                           | - Dos cadencias sobre "Adiós Nonino" di Astor Piazzolla (versione di Pablo Ziegler) coreografia di Eteri Tutberidze - Twilight - Eyes on Fire di Blue Foundation - Supermassive Black Hole dei Muse                                  |
| 2017-2018 | - Dos cadencias sobre "Adiós Nonino" di Astor Piazzolla (versione di Pablo Ziegler) coreografia di Eteri Tutberidze | - Stella's Theme di William Joseph coreografia di Daniil Glejchengauz | - Dos cadencias sobre "Adiós Nonino" di Astor Piazzolla (versione di Pablo Ziegler) coreografia di Eteri Tutberidze - Carmen |

## Palmarès

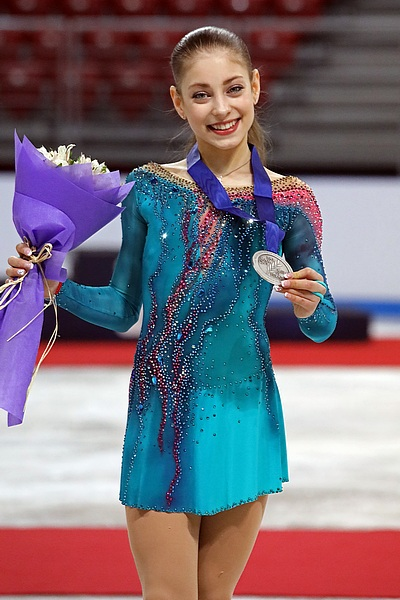
Kostornaja con l'argento vinto ai Mondiali juniores del 2018

| Campionati mondiali                                                                                   |     |    |    | C  |    |    |
| Campionati europei                                                                                    |     |    |    | 1ª |    |    |
| GP Finale                                                                                             |     |    |    | 1ª |    | C  |
| GP Francia                                                                                            |     |    |    | 1ª |    | 2ª |
| GP NHK Trophy                                                                                         |     |    |    | 1ª |    |    |
| GP Rostelecom Cup                                                                                     |     |    |    |    | 2ª |    |
| GP Skate Canada                                                                                       |     |    |    |    |    | 3ª |
| CS Finlandia                                                                                          |     |    |    | 1ª |    | 3ª |
| Internazionali: categoria Junior                                                                      |     |    |    |    |    |    |
| Campionati mondiali                                                                                   |     | 2ª | R  |    |    |    |
| JGP Finale                                                                                            |     | 2ª | 1ª |    |    |    |
| JGP Austria                                                                                           |     |    | 1ª |    |    |    |
| JGP Italia                                                                                            |     | 2ª |    |    |    |    |
| JGP Polonia                                                                                           |     | 1ª |    |    |    |    |
| JGP Repubblica Ceca                                                                                   |     |    | 1ª |    |    |    |
| Nazionali                                                                                             |     |    |    |    |    |    |
| Campionati russi                                                                                      |     | 3ª | 3ª | 2ª | R  | R  |
| Campionati russi juniores                                                                             | 16ª | 2ª | 2ª |    |    |    |
| CS = Challenger Series; GP = Grand Prix; JGP = Junior Grand Prix; R = Ritirata; C = Evento cancellato |     |    |    |    |    |    |